# 章靳以
章靳以（1909年8月16日—1959年11月7日），天津人，原名章方叙，字正候，笔名靳以，中国作家。中国作协上海分会副主席。第二届全国人大代表。

## 生平
1909年8月16日（农历七月初一）生于天津市。童年随父母在东北做五金生意。12岁回天津，进南开中学。1927年秋进入复旦大学读预科，1928年秋从预科毕业后升入商科（后改为商学院），1929年秋开始在商学院国际贸易学系就读。期间暗自从事文学创作。
1933年大学毕业后来到北平。1934年1月，与郑振铎共同主编的《文学季刊》正式创刊。此外，他还担任附属纯文学月刊《水星》的编委。然而《文学季刊》出了8期，《水星》出了9期后就被迫停刊。1935年开始，靳以又在上海与巴金合编《文季月刊》、《文丛》等杂志及20本一套的烽火抗日小丛书。《文季月刊》在国民党政府的禁令之下只活了7个月。
1938年，跟随复旦大学转移至重庆北碚，任国文系教授，时年30岁的他是当时最年轻的教授。同时还负责兼编重庆《国民公报》的文艺副刊《文群》。1941年皖南事变后，被伪教育部以思想不稳的罪名解聘，转入福建永安新成立的福建师专任教。与黎烈文编辑《现代文艺》。1943年，在南平创刊《文艺丛刊》。1944年，在好友马宗融教授的保荐下又回重庆复旦大学任教。抗日战争结束后，跟随复旦大学返沪。参加进步组织“大学教授联谊会”。1946年至1948年负责编辑大公报馆的《星期文艺》。1947年至1948年与叶圣陶、楼适夷、梅林合编《中国作家》季刊。1948年开始担任商务印书馆特约编辑。
1949年中华人民共和国成立后，他又奉调任沪江大学教务长，进行该校的整顿和合并工作。1952年秋返回复旦大学。1953年调到华东文联，担任创作研究部主任，兼代秘书长。1957年，与巴金共同创办并主编双月刊《收获》。1959年夏加入中国共产党。
因患风湿性心脏病、急性心力衰竭症，诊治无效，于1959年11月7日0时16分在上海逝世，享年50岁。安葬于上海万国公墓。（2013年转葬至新建的靳以纪念墓）

## 轶闻

### 处女作与笔名
他的笔名众多，有靳以、章依、陈涓、陈欣、丹乌、方序、柳青、方肃、苏麟、吕坚、苏凌、舒凌、黎微、若安等。
其中，章依是他在1928年《语丝》第四卷第四十六期上发表的处女诗作《明天啊，明天——》时使用的笔名。靳以是他在1930年3月10日《小说月报》第二十一卷第三号上发表处女小说《偕奔》时首次使用的笔名，源自母亲的姓氏，后即以此名闻世。1932年出版的《红烛》是他的第一部短篇小说集。

### 鲁迅的护灵者
1936年10月，鲁迅逝世，年仅27岁的靳以被派定为抬棺人之一，护送到万国公墓。1956年，鲁迅先生的灵柩迁葬到虹口公园时，靳以又是护灵者之一。

## 作品
靳以早期的作品揭露旧社会黑暗，对被压迫的小市民阶层和知识分子寄以深切同情。解放后作品热情歌颂新社会、新人物。
著有长篇小说《前夕》，中篇小说《秋花》，短篇小说集《圣型》、《群鸦》、《青的花》、《虫蚀》、《珠落集》、《残阳》、《黄沙》、《远天的冰雪》、《靳以短篇小说一集》，专集《靳以短篇小说集》、《靳以散文小说选集》，散文《鸟树小集》，报告文学集《祖国——我的母亲》，散文集《幸福的日子》、《热情的赞歌》等。

## 家庭
章家的原籍是浙江绍兴，但到父亲那代已经五代在天津了，所以章靳以在之后把籍贯改作天津。章方叙是家中长子，上有一姐章莹，下有五弟。
- 父亲：章鹤汀
- 母亲：章靳氏
- 长女：章洁思[9]

## 纪念
2009年10月20日上午，由上海市文物管理委员会、上海市作家协会、复旦大学联合主办，上海鲁迅纪念馆承办，东方出版中心协办的“纪念靳以先生诞辰100周年座谈会暨学术研讨会”在上海鲁迅纪念馆举行。
2013年3月29日上午，靳以先生纪念墓落成揭幕仪式在上海宋庆龄陵园名人墓园举行。
2013年6月，靳以塑像纪念碑在天津市河北区昆纬路沿街建成，基座高1.9米，胸像高60厘米，为靳以青年时期的形象。